# YOUNG
《YOUNG》是中国歌手蔡徐坤的第二张迷你专辑，由蔡徐坤本人制作，嘉美联创发行，于2019年7月26日推出。专辑共收录两首歌曲。

## 背景
专辑同名主打歌《YOUNG》的创作灵感源于Young和Freaky 20两大主题。据蔡徐坤所述，这首歌的初衷是记录下自己二十岁的经历和态度，感染身边所有正在奋斗打拼的年轻人。
从《偶像练习生》出道以来，蔡徐坤面临篮球视频事件等各种争议。借此契机，他用专辑的另一首歌曲《蒙着眼》予以回应。

## 创作与发行
在创作同名主打歌《YOUNG》的过程中，蔡徐坤辗转过上海、首尔、台北、北京、洛杉矶多个城市，亲自参与编曲制作、MV创意、剪辑、编舞、封面设计以及音乐后期。另一首歌曲《蒙着眼》不同于蔡徐坤以往的音乐作品，它采用奇幻编曲、轻声唱和；歌词描述了蔡徐坤经历网络暴力之后的感想，并且宣泄了他内心的郁闷。
2019年7月26日，《YOUNG》在腾讯音乐娱乐集团三大平台QQ音乐、酷狗音乐、酷我音乐正式上线。其中，同名主打歌《YOUNG》随之上线，另一首歌曲《蒙着眼》则是于9月6日上线。

## 曲目
| 曲序     | 曲目       |          | 作曲                       | 时长 |
| -------- | ---------- | -------- | -------------------------- | ---- |
| 1.       | 《YOUNG》  | 蔡徐坤   | Wura Tangtang、蔡徐坤      | 3:45 |
| 2.       | 《蒙着眼》 | 蔡徐坤   | 蔡徐坤、alan lin、chillaxe | 3:44 |
| 总时长： | 总时长：   | 总时长： | 总时长：                   | 7:29 |

## 现场表演
2019年7月27日，蔡徐坤在芒果TV晚会《2019青春芒果夜》首次现场演唱这张专辑中的两首歌曲《YOUNG》、《蒙着眼》。

## 成绩
2019年7月26日，专辑《YOUNG》在发行当天获得QQ音乐从“金唱片”到“殿堂金钻唱片”九个等级的认证，还创造了“双钻石唱片”和“殿堂金钻唱片”两项平台新纪录，位居QQ音乐巅峰畅销榜榜首以及日榜、周榜、年榜第一。同年12月，专辑获得2019TMEA腾讯音乐娱乐盛典“年度畅销数字EP”奖项，同名主打歌《YOUNG》入围第十三届音乐盛典咪咕汇“年度十大金曲”。
此张专辑销售价五元，7月26日销售量548万张、销售额2743万元。到2020年4月，总销售量1335万张、总销售额7313万元。销售额是为中国大陆，及华语乐坛数字音乐作品的历史第一。这个记录保持到4月25日，被肖战的《光点》打破。